# Pitane (Eolide)
Pitane (in greco antico: Πιτάνη?), vicino Çandarlı, Turchia, è stata una città dell'antica Grecia nella regione dell'Eolide, in Anatolia. Era situata vicino alla foce del fiume Evenus nella baia di Elaea. Era uno degli undici antichi insediamenti dell'Eolide e possedeva notevoli vantaggi commerciali nell'avere due porti. Era il luogo di nascita del filosofo Arcesilao e di Autolico, matematico, e durante il regno di Tito fu colpita da diversi terremoti. La città venne menzionata da Ierocle. Plinio il Vecchio menziona la sua vicinanza al fiume Canaius, non menzionato ad alcuna altra fonte storiografica, ma potrebbe trattarsi del fiume Pitanes, citato da Tolomeo, che sembra derivi il nome dalla città di Pitane.
Il sito si trova nei pressi della moderna città di Çandarlı, nella Turchia asiatica.

## Storia
Gli scavi condotti nella necropoli di Pitane hanno rivelato reperti ceramici micenei, protogeometrici, geometrici, orientalizzanti e arcaici.
Pitane è considerata il punto più a nord dell'influenza micenea in Anatolia.
Un kouros di Pitane, datato al VI secolo a.C., si trova nel museo archeologico di Bergama.

### Periodo classico
Nel V secolo a.C. Pitane era un membro della Lega delio-attica ed esistono fonti secondo le quali pagava un tributo di 1000 dracme. Nel 335 a.C. il generale di Alessandro Magno, Parmenione, assediò la città nel corso della campagna contro l'Impero achemenide, ma la città fu salvata dal generale persiano Memnone di Rodi.

### Periodo ellenistico
Intorno al 319 a.C., Eracleito, figlio di Lisistrato, ricevette onori dal popolo di Delfi, e nel periodo 325 - 275 a.C. il popolo di Abido rese onori ad un altro cittadino, Charidemo figlio di Antifane con una dedica a Delfi comprendente una staua del famoso scultore ateniese Prassitele. Durante il regno del re dei seleucidi, Antioco I, Pitane riuscì ad espandere il suo territorio pagando al re 380 talenti per acquistare del territorio. Questo territorio fu oggetto di una disputa con la città di Mitilene, nella vicina Lesbo, nella metà del II secolo a.C., disputa arbitrata dalla città di Pergamo. Lo stesso documento cita che nel periodo ellenistico Pitane era una città libera soggetta alla dinastia attalide e nella documentazione ufficiale non era più usato il dialetto eolico. Nell'84 a.C. Mitridate VI, eludendo il controllo del generale romano Gaio Flavio Fimbria fuggì a Pitane, dove fu assediato da Fimbria prima di fuggire via mare a Mitilene.

### Era cristiana
Sotto il nome latino di Pitanae, la città venne cristianizzata e divenne sede vescovile; non più sede di vescovo, rimase sede titolare della Chiesa cattolica.